# Polyosma spicata
Polyosma spicata är en tvåhjärtbladig växtart som beskrevs av Henri Ernest Baillon. Polyosma spicata ingår i släktet Polyosma och familjen Escalloniaceae. Inga underarter finns listade i Catalogue of Life.